# خط خشن فخذي
الخط الخشن لعظم الفخذ (بالإنجليزية: linea aspera) هو حَرْف (ثَلْم) من سطح خشن يقع على السطح الخلفي لعظم الفخذ، و ترتبط عليهالعضلات و حاجز بين العضلات (بالإنجليزية: linea aspera).
تتباعد حافتيها من أعلي و من أسفل.
و الخط الخشن لعظم الفخذ هو حرف طوليّ بارز أو قمة، في الثلث الأوسط من عظم الفخذ، و عليه شفة إنسية و شفة وحشية، و هو خط متوسط ضيق و خشن. وهو نقطة ارتكاز مهمة للعضلات المقربة و للحاجز بين العضلات الذي يقسّم الفخذ إلي ثلاث مناطق. التوتر الناشئ عن العضلات المرتبطة بالعظم ، هو المسؤول عن تشكيل الحروف بالعظم.

## البنيان

### الجزء العلوي
يمتد الجزء العلوي من الخط الخشن لعظم الفخذ و يتفرّع إلى ثلاثة حروف :
- الحرف الوحشي: شديد الخشونة ويمتدّ رأسيا إلى قاعدة المدور الأكبر، ويُسمى الأُحدوبة الأَلَويَّة (بالإنجليزية: Gluteal tuberosity) ، ويرتكز فيها جزء من العضلة الألوية الكبرى (بالإنجليزية: Gluteus maximus). غالبا ما يمتد الجزء العلوي إلى قمة خشنة مستديرة على شكل حديبة مدوّرة أكثر أو أقل وضوحا ، هي المدور الثالث.
- الحرف الأوسط: أو الخط العانيّ (بالإنجليزية: Pectineal line) ، وهو يمتد حتى قاعدة المدور الصغير ، و يرتكز فيها الجزء السفليّ للعضلة العانيّة.
- الحرف الإنسي: ضائع في الخط بين المدورين (بالإنجليزية: Intertrochanteric line). يرتكز جزء من العضلة الحرقفية (بالإنجليزية: Iliacus muscle) بين الحرف الأوسط و الحرف الإنسي.

### الجزء السفلي
يمتد الجزء السفلي من الخط الخشن لعظم الفخذ إلى حرفين يحصران بينهما مساحة مثلثة الشكل تسمى السطح المَأبِضِيّ (بالإنجليزية: popliteal surface) ، يستند عليه شريان باطن الركبة:
- الحرف الوحشي: هو أكثر بروزاً ، وينزل حتى يصل إلى قمّة لقمة الفخذ الوحشية (بالإنجليزية: Lateral condyle of femur).
- الحرف الإنسي:هو أقل وضوحاً بخاصة في جزئه العلويّ حيث يتقاطع مع الشريان الفخذي (بالإنجليزية: Femoral artery) ، وينتهي نزولاً عند لقمة الفخذ الإنسية (بالإنجليزية: Medial condyle of femur) في أحدوبة صغيرة اسمها حديبة العضلة المقربة الفخذية (بالإنجليزية: Adductor tubercle of femur) ، التي يرتكز عليها وتر العَضَلَة المُقرِبة الكَبيرة (بالإنجليزية: Adductor magnus muscle).

### التطور
التوتر المتولّد عن العضلات المرتبطة بالعظم ، هو المسؤول عن تشكيل الحروف بالعظم.

## الوظيفة
يرتبط بالخط الخشن لعظم الفخذ عدّة عضلات:
- تنشأ العضلة المتسعة الإنسية (بالإنجليزية: Vastus medialis) من الشفة الإنسية للخط الخشن لعظم الفخذ ، وامتداداته لأعلى و لأسفل.
- تنشأ العضلة المتسعة الوحشية (بالإنجليزية: Vastus lateralis) من الشفة الوحشية للخط الخشن لعظم الفخذ ، و امتداده العلوي.
- ترتكز العضلة المقربة الكبيرة (بالإنجليزية: Adductor magnus) في الخط الخشن لعظم الفخذ ، وامتداده على الجانب الوحشي لأعلى ، وامتداده على الجانب الإنسي لأسفل.
- ترتبط عضلتان بين العضلة المتسعة الوحشية و العضلة المقربة الكبيرة ، هما:
  - من أعلى ، ترتكز العضلة الألوية الكبرى (بالإنجليزية: Gluteus maximus).
  - من أسفل ، ينشأ الرأس القصير للعضلة الفخذية ذات الرأسين (بالإنجليزية: Biceps femoris).
- ترتكز أربع عضلات بين العضلة المقربة الكبيرة و العضلة المتسعة الإنسية:
  - من أعلى ، العضلة الحرقفية (بالإنجليزية: Iliacus muscle) و العضلة العانيّة (بالإنجليزية: Pectineus muscle).
  - من أسفل ، العضلة المقربة القصيرة (بالإنجليزية: Adductor brevis) و العضلة المقربة الطويلة (بالإنجليزية: Adductor longus).

هناك ثقب أسفل منتصف الخط الخشن لعظم الفخذ بقليل هو النفق المغذي للعظم (بالإنجليزية: Nutrient canal) ، و هو يتجه بميل إلى أعلى.

## صور إضافية

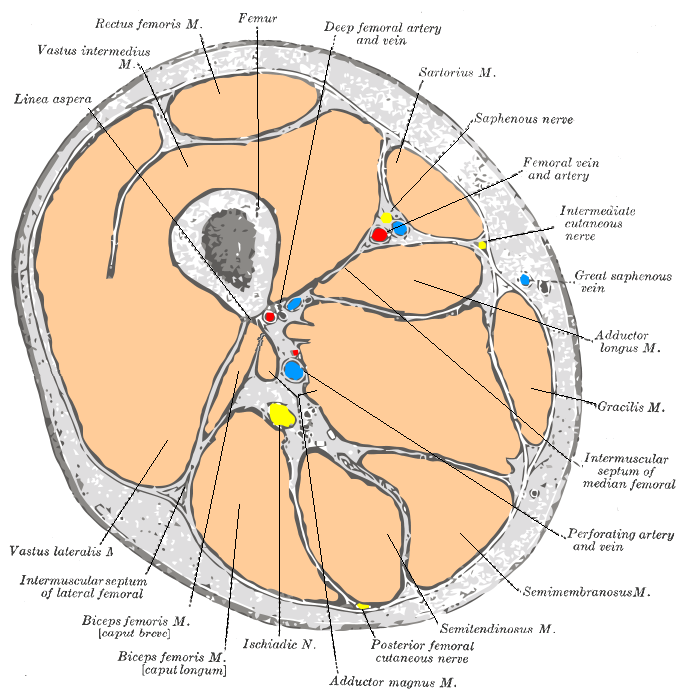
قطاع عرضي في منتصف الفخذ.

## وصلات خارجية
- University of Washington نسخة محفوظة 6 فبراير 2006 على موقع واي باك مشين.
- DartmouthAnatomy نسخة محفوظة 11 يوليو 2020 على موقع واي باك مشين.